# La Raya, Zimatlán de Álvarez
La Raya är en ort i Mexiko.   Den ligger i kommunen Zimatlán de Álvarez och delstaten Oaxaca, i den sydöstra delen av landet, 400 km sydost om huvudstaden Mexico City. La Raya ligger 1 512 meter över havet och antalet invånare är 304.
Terrängen runt La Raya är varierad. Runt La Raya är det ganska tätbefolkat, med 172 invånare per kvadratkilometer. Närmaste större samhälle är Oaxaca de Juárez, 17,6 km norr om La Raya. Omgivningarna runt La Raya är en mosaik av jordbruksmark och naturlig växtlighet.